# Адальберт IV (граф де Ла Марш)
Одбер (Адальберт) IV (Audebert IV de la Marche) (умер в Константинополе 29 августа 1178 или 1180 года) — граф Марша в 1172—1177 годах из рода Монгомери.
Сын Адальберта III (ум. не позднее 1168) и его жены Оренгарды, происхождение которой не выяснено. Наследовал брату — Бозону V (1172), или возможно - после смерти отца был его соправителем.
В 1177 году после смерти единственного сына продал графство Марш английскому королю Генриху II за 5 тысяч серебряных марок («quinque mille marchis argenti») и отправился в Палестину воевать с неверными.
Умер в Константинополе 29 августа 1178 или 1180 года (по другим данным — в 1187 году).
Жена — Мирабль, после развода вышла замуж за Каделона де Понса.
Дети:
- Маркиз (ум. 1177)
- Маркиза (ум. после 1187), муж — Гильом Кальвус.